# Anders Ramsvärd
Anders Ramsvärd, född 1665, död efter 1740, var en svensk militär.
Anders Ramsvärd var son till överste Hans Ramsvärd och Catharina Elisabet von Schaar. Han blev student vid Uppsala universitet 1682, volontär vid Livgardet 1684, musketerare där 1685, underofficer i oktober samma år samt kornett vid Livregementet till häst 1688. Ramsvärd gick senare i nederländsk tjänst och deltog i fälttågen i Flandern 1690–1693. Han blev löjtnant vid Livregementet till häst 1692, korpral vid Livdrabantkåren 1700, adjutant där samma år samt var överste och chef för Västgöta ståndsdragonregemente 1706–1708. Han var överste för Adelsfanan 1708–1727, blev fången vid kapitulationen vid Perevolotjna och fördes till Moskva, varifrån han hemkom efter fredsslutet. Ramsvärd blev generallöjtnant 1722, reste i maj 1725 med permission till Aachen och erhöll 1727 avsked från krigstjänsten. Han vistades 1736 i Frankfurt am Main och levde ännu 1740, men när han avled är okänt. Han var ägare till Mossebo och Rostorp i Pelarne socken.